# Acacia meiantha
Acacia meiantha är en ärtväxtart som beskrevs av Mary Douglas Tindale och Hersc. Acacia meiantha ingår i släktet akacior, och familjen ärtväxter. Inga underarter finns listade i Catalogue of Life.

## Bildgalleri

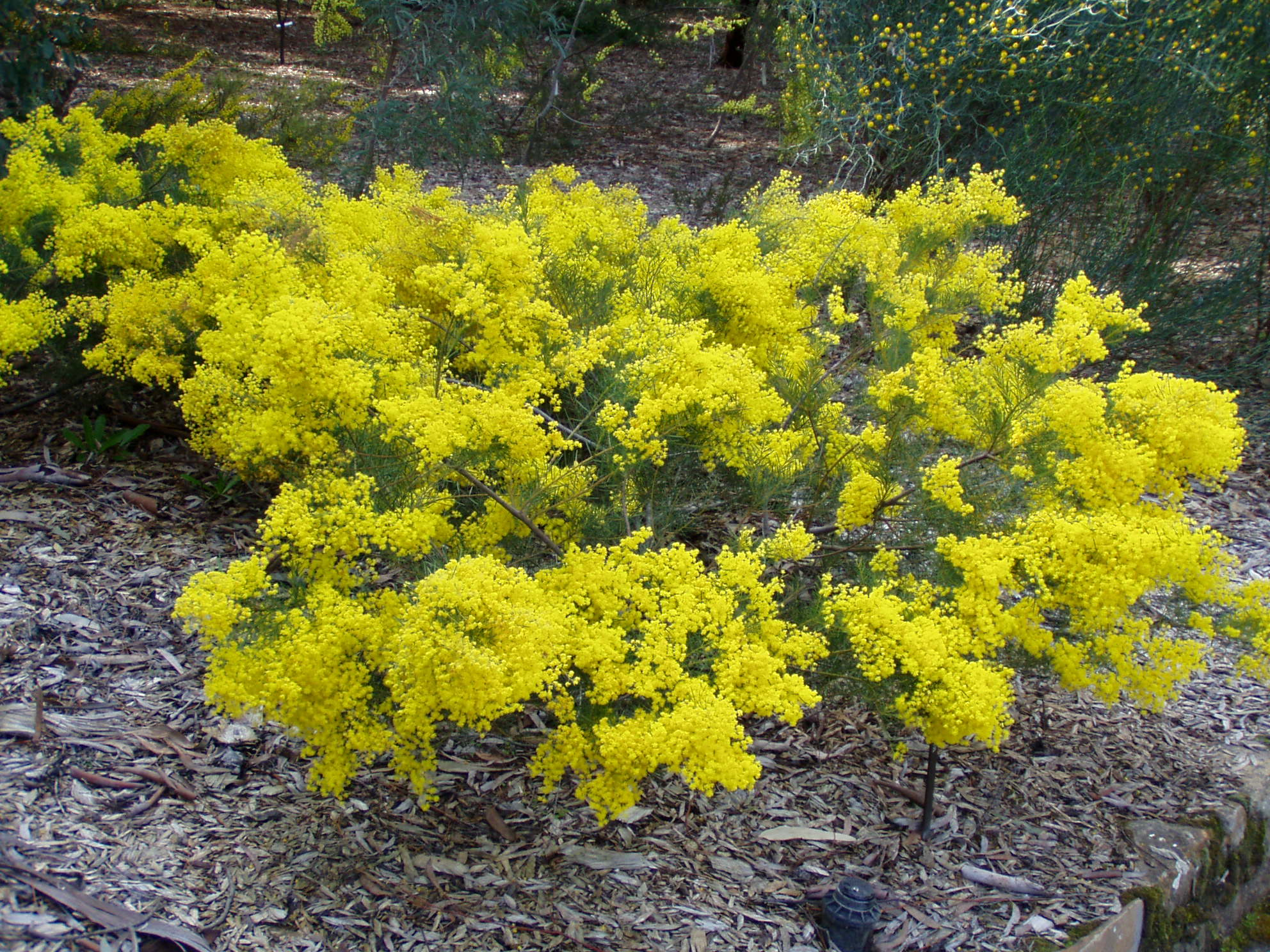
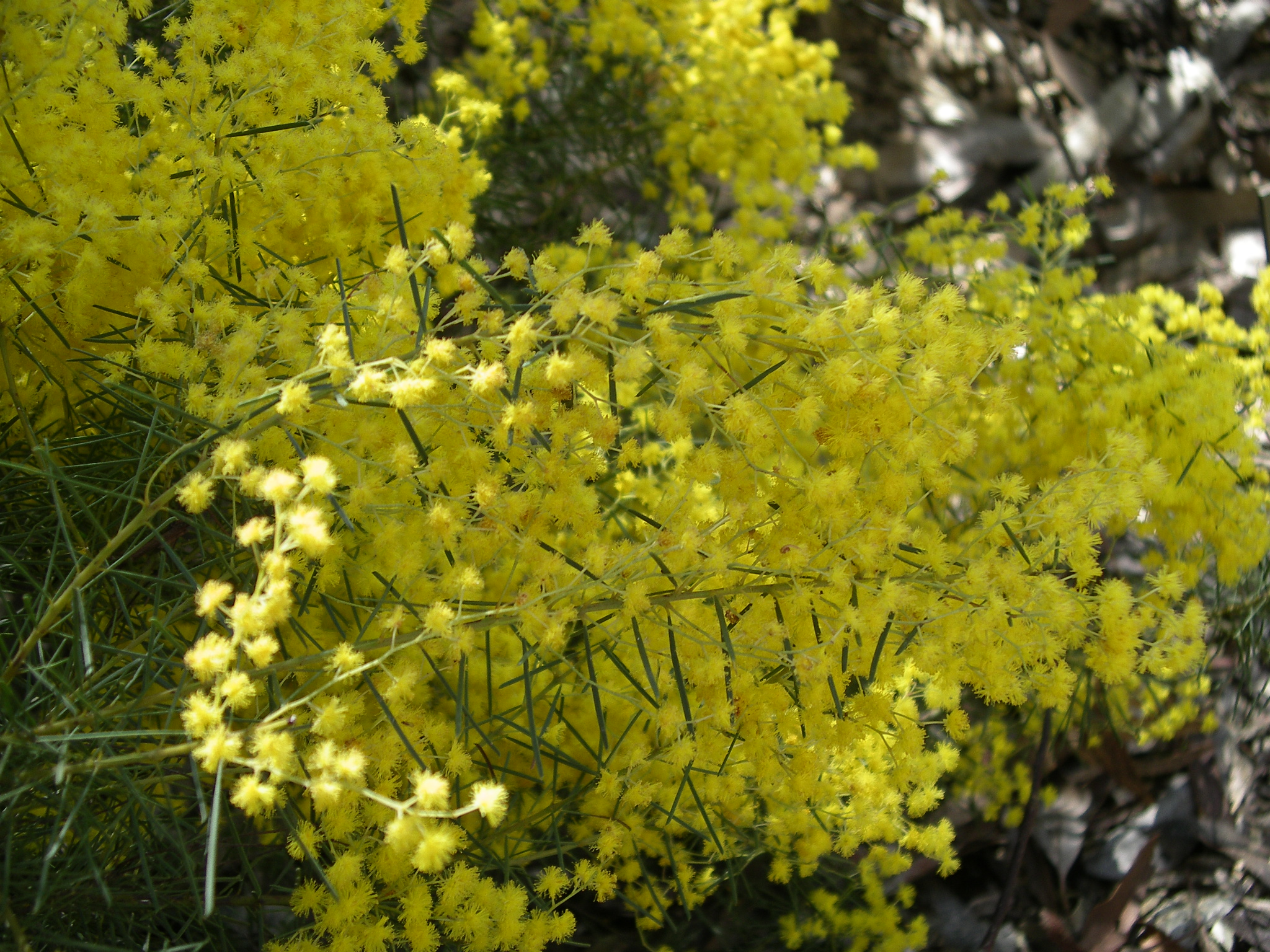